# Звенигора (газета)
Звенигора — міська газета (народний часопис) в місті Звенигородка. Громадсько-політичний тижневик публікувався від 31 грудня 1994 року до 22 червня 1996 року один раз на тиждень (щосуботи). 

## Історія газети
Виходила з 31 грудня 1994 року. Засновник газети: Виробничо-комерційне товариство «Вікторія». 
Друк газети відбувався у Звенигородській районній друкарні Черкаського комітету по пресі, пізніше — Державному видавничому-поліграфічному підприємстві «Тясмин». Передплатний індекс газети - 33762.
Реєстраційні свідоцтва газети: 
- ЧС №91 (дата видачі невідома);
- ЧС №113 видане 12.07.1995 р.
- ЧС №332 (дата видачі невідома)[1].

Видання мало громадсько-політичне спрямування та місцевий характер. У виданні публікувались матеріали про місцеву політику, інтерв'ю місцевих підприємців та громадсько-політичних діячів. Значна увага приділялась темам національно-культурного відродження. В газеті часто містились коментарі Чорновола Вячеслава Максимовича та інших лідерів та діячів Народного Руху України щодо поточної політичної ситуації та актуальної проблематики в Україні.  
Примірники видань газети зберігаються в газетному фонді Національної бібліотеки України імені В. І. Вернадського (1995 - №1-47; 1996 - №1-17, 19-25).   

## Редактори
Головний редактор — Мицик Вадим Федорович (1994 - 1996).

## Тираж
1995 рік — 2000 примірників;
1996 рік - 1500 примірників;